# Bartsia pumila
Bartsia pumila är en snyltrotsväxtart som beskrevs av George Bentham. Bartsia pumila ingår i släktet svarthösläktet, och familjen snyltrotsväxter. Inga underarter finns listade i Catalogue of Life.